# Highland (Califòrnia)
Highland és una població dels Estats Units a l'estat de Califòrnia. Segons el cens del 2000 tenia 44.605 habitants.

## Demografia
Segons el cens del 2000, Highland tenia 44.605 habitants, 13.478 habitatges, i 10.782 famílies. La densitat de població era de 1.263,5 habitants/km².
Dels 13.478 habitatges en un 47,9% hi vivien nens de menys de 18 anys, en un 55,1% hi vivien parelles casades, en un 19% dones solteres, i en un 20% no eren unitats familiars. En el 15,4% dels habitatges hi vivien persones soles el 4,8% de les quals corresponia a persones de 65 anys o més que vivien soles. El nombre mitjà de persones vivint en cada habitatge era de 3,29 i el nombre mitjà de persones que vivien en cada família era de 3,64.
Per edats la població es repartia de la següent manera: un 35,6% tenia menys de 18 anys, un 9% entre 18 i 24, un 30% entre 25 i 44, un 19% de 45 a 60 i un 6,5% 65 anys o més.
L'edat mediana era de 29 anys. Per cada 100 dones de 18 o més anys hi havia 91,9 homes.
La renda mediana per habitatge era de 41.230 $ i la renda mediana per família de 43.649 $. Els homes tenien una renda mediana de 38.695 $ mentre que les dones 27.308 $. La renda per capita de la població era de 16.039 $. Entorn del 17,5% de les famílies i el 21,5% de la població estaven per davall del llindar de pobresa.

## Poblacions properes
El següent diagrama mostra les poblacions més properes.